# Epiphragma (Epiphragma) persanctum
Epiphragma (Epiphragma) persanctum is een tweevleugelige uit de familie steltmuggen (Limoniidae). De soort komt voor in het Neotropisch gebied.